# زهردار (فیلم)
زهردار (به هندی: Zahreelay) یا سمی فیلمی محصول سال ۱۹۹۰ و به کارگردانی جویلین کول است. در این فیلم بازیگرانی همچون جیتندرا، سانجی دات، چانکی پاندی، جوهی چاولا، شارات ساکسنا، کیران کومار ایفای نقش کرده‌اند.